# Chacophrys pierottii
Chacophrys pierottii là một loài ếch trong họ Leptodactylidae. Chúng là đại diện duy nhất của chi Chacophrys, được tìm thấy ở Argentina, Bolivia, và Paraguay. Loài này không bị đe dọa tuyệt chủng.
Các môi trường sống tự nhiên của chúng là các khu rừng khô nhiệt đới hoặc cận nhiệt đới, vùng đất có cây bụi nhiệt đới hoặc cận nhiệt đới, và đầm nước ngọt có nước theo mùa. Loài này đang bị đe dọa do mất nơi sống.